# Sātyūn
Sātyūn är en ort i Indien.   Den ligger i distriktet Chūru och delstaten Rajasthan, i den nordvästra delen av landet, 210 km väster om huvudstaden New Delhi. Sātyūn ligger 250 meter över havet och antalet invånare är 6 456.
Terrängen runt Sātyūn är mycket platt, och sluttar norrut. Runt Sātyūn är det ganska tätbefolkat, med 104 invånare per kvadratkilometer. Närmaste större samhälle är Tārānagar, 14,1 km nordväst om Sātyūn. Omgivningarna runt Sātyūn är i huvudsak ett öppet busklandskap.